# Dani Parejo
Daniel Parejo Muñoz ou simplesmente Dani Parejo (Coslada, 16 de abril de 1989) é um futebolista espanhol que atua como meia. Atualmente, joga pelo Villarreal.

## Carreira
Parejo defendeu durante duas temporadas e meia o Real Madrid Castilla, quando foi emprestado durante alguns meses para o Queens Park Rangers, da Inglaterra. Durante sua passagem, disputou dezoito partidas, sendo catorze pelo Campeonato Inglês, e tendo desempenhado um bom papel durante o período, retornou à Espanha, sendo integrado ao elenco principal do Real Madrid. Porém, com a grande qualidade do elenco, disputou apenas cinco partidas durante meia temporada.
Na temporada seguinte, foi dispensado pela diretoria após o então novo treinador, Manuel Pellegrini, não relacioná-lo para a disputa de La Liga. Poucos tempo depois, acertou como o Getafe, assinando um contrato de 2 temporadas, com opção de compra por parte do Real Madrid. Em sua primeira temporada no Getafe, teve participação importante na melhor colocação na história do clube na competição, quando alcançou uma inédita sexta colocação, tendo Parejo disputado 36 partidas, marcando 7 vezes durante a temporada.
Após suas duas boas temporadas defendendo o Getafe, se transferiu por 6 milhões de euros para o Valencia.

## Títulos
Valencia
- Copa do Rei: 2018–19

Villarreal
- Liga Europa: 2020–21

Seleção Espanhola
- Campeonato Europeu Sub-19: 2007
- Jogos do Mediterrâneo: 2009